# Plysky
Plysky (ukrainisch Плиски; russisch Плиски Pliski) ist ein Dorf in der ukrainischen Oblast Tschernihiw mit etwa 1010 Einwohnern (2017).
Das in der ersten Hälfte des 17. Jahrhunderts gegründete Dorf liegt an der Bahnstrecke Nischyn–Bachmatsch sowie den Territorialstraßen T–25–14 und T–25–24 21 km südlich vom ehemaligen Rajonzentrum Borsna und etwa 125 km südöstlich vom Oblastzentrum Tschernihiw.
Das Dorf besitzt seit 1868 eine Bahnstation der Piwdenno-Sachidna Salisnyzja.

## Verwaltungsgliederung
Am 14. Februar 2017 wurde das Dorf zum Zentrum der neugegründeten Landgemeinde Plysky (Плисківська сільська громада/Plyskiwska silska hromada). Zu dieser zählten auch die 4 in der untenstehenden Tabelle aufgelisteten Dörfer, bis dahin bildete es die gleichnamige Landratsgemeinde Plysky (Плисківська сільська рада/Plyskiwska silska rada) im Südosten des Rajons Borsna.
Am 17. Juli 2020 kam es im Zuge einer großen Rajonsreform zum Anschluss des Rajonsgebietes an den Rajon Nischyn.
Folgende Orte sind neben dem Hauptort Plysky Teil der Gemeinde:
| Name                          | Name                | Name                                     |
| ukrainisch transkribiert      | ukrainisch          | russisch                                 |
| ----------------------------- | ------------------- | ---------------------------------------- |
| Machniwka (bis 2016 Petriwka) | Махнівка (Петрівка) | Махновка (Machnowka)/Петровка (Petrowka) |
| Step                          | Степ                | Степь                                    |
| Sywolosch                     | Сиволож             | Сиволож (Siwolosch)                      |
| Welyka Sahoriwka              | Велика Загорівка    | Великая Загоровка (Welikaja Sagorowka)   |

Der im Jahr 2001 gegründete Fußballverein des Dorfes Jednist Plysky (Єдність (Плиски)) spielte zeitweise in der Perscha Liha, der zweithöchsten Profi-Fußballliga der Ukraine.

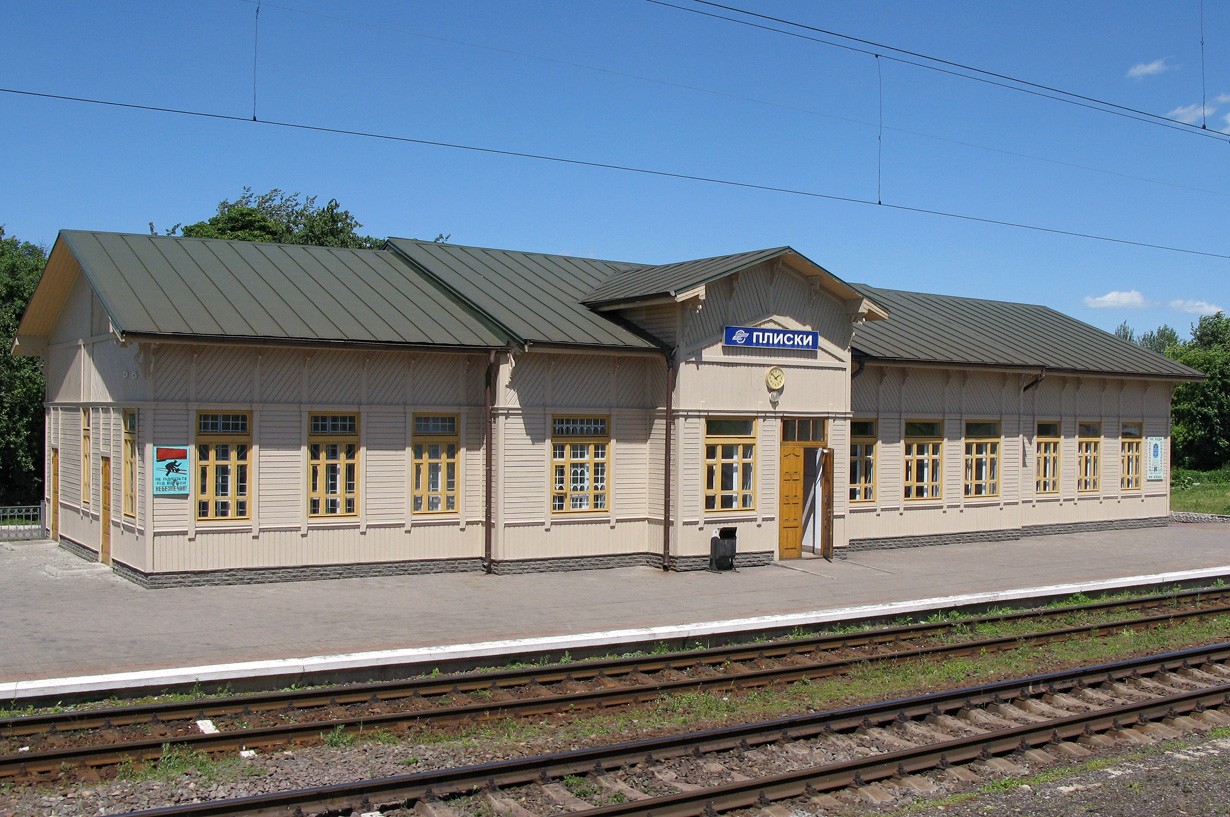
Bahnstation Plysky
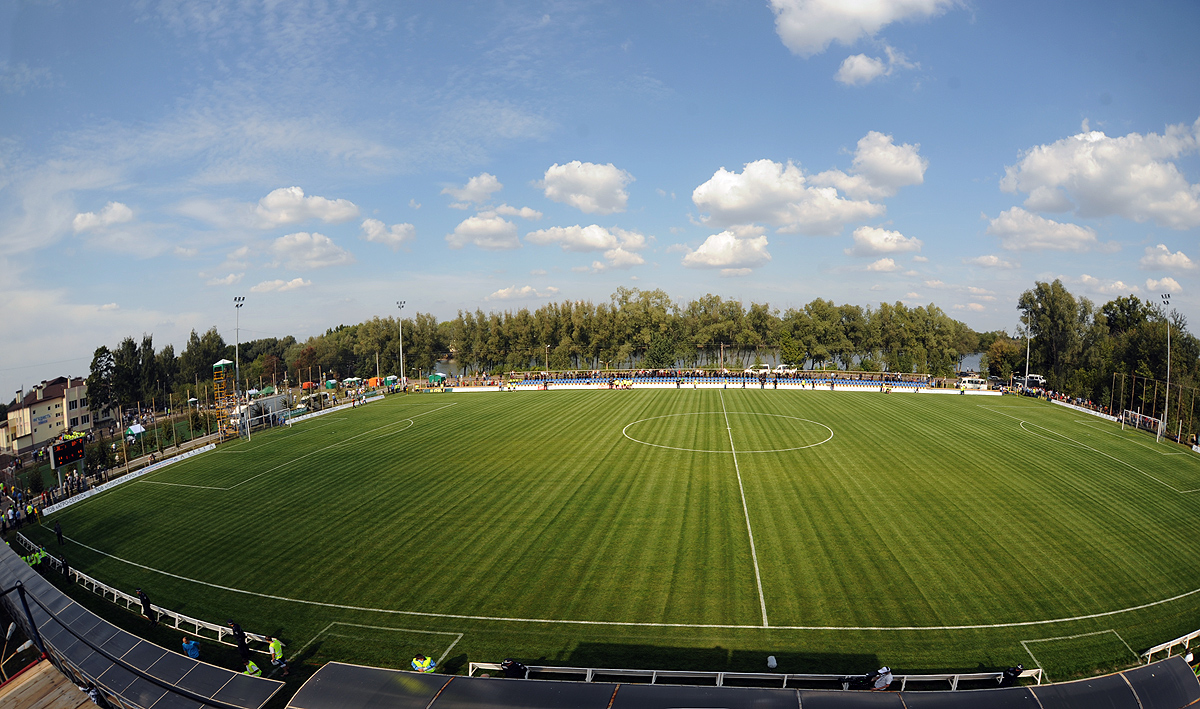
Stadion des Jednist Plysky